# Encefalitis
Encefalítis pomeni vnetje možganov. Kaže se z različnimi simptomi, kot so zmanjšanje ali sprememba zavesti, glavobol, vročina, zmedenost, otrdel vrat in bruhanje. Med zaplete spadajo napadi, halucinacije, težave pri govoru, težave s spominom ter težave s sluhom.
Možni vzroki so virusne okužbe  (na primer okužbe z virusom herpesa simpleksa in virusom stekline), bakterijske okužbe, okužbe z glivami ali zajedavci. Lahko je tudi posledica uporabe določenih zdravil, v nekaterih primerih pa je vzrok avtoimunska bolezen. V številnih primerih ostane vzrok nepojasnjen. Diagnoza temelji na simptomih, dodatno pa pri njeni postavitvi pomagajo krvni testi, slikovne metode in analiza možgansko-hrbtenjačne tekočine.
Določene oblike encefalitisa se lahko preprečijo s cepivi. Zdravljenje je podporno in odvisno od povzročitelja. Uporabljajo se na primer antikonvulzivi, kortikosteroidi, pri virusnih povzročiteljih protivirusna zdravila (na primer aciklovir). Zdravljenje praviloma poteka v bolnišnici. Pri nekaterih bolnikih je potrebno umetno predihavanje. Po končanem bolnišničnem zdravljenju bolniki včasih potrebujejo rehabilitacijo.  Po ocenah je leta 2015 v svetu za encefalitisom zbolelo 4,3 milijona ljudi, za posledicami bolezni pa je umrlo 150.000 bolnikov. Smrtnost zaradi encefalitisa je pri odraslih okoli 10–12-odstotna; glavna vzroka smrti sta neobvladljivi krči in otekanje možganov. Okoli polovica preživelih ima trajne nevrološke okvare.

## Znaki in simptomi
Simptomi se lahko pojavijo nenadno ali postopno; klinična slika lahko počasi napreduje ali pa je tudi zelo hitra. Pri odraslih bolnikih z encefalitisom se običajno pojavi nenadna vročina, glavobol, zmedenost, občasno tudi epileptični napadi. Pri manjših otrocih in dojenčkih se lahko pojavijo razdražljivost, neješčnost in vročina. Nevrološki pregled običajno pokaže zaspanost ali zmedenost. Otrdel vrat običajno nakazuje na prizadetost možganskih ovojnic, torej da gre za meningoencefalitis ali meningitis.

## Vzroki
Encefalitis lahko povzročijo okužbe, najpogosteje virusne, lahko pa tudi bakterijske, glivne ali zajedavske. Vzrok so lahko tudi nekužne bolezni, in sicer avtoimunske bolezni, sistemske bolezni, žilne bolezni ali rak. V okoli 30−40 % primerov bolezni ostane vzrok nepojasnjen.

### Virusi
Pogost vzrok infekcijskega encefalitisa so virusne okužbe. Virusni encefalitis se lahko izrazi kot neposredna posledica akutne okužbe ali kot ena od posledic latentne okužbe. V večini primerov virusnega encefalitisa povzročitelj ni dokončno prepoznan, v primeru pojasnjenih virusnih povzročiteljev pa je najpogostejša okužba z virusom herpesa simpleksa. Drugi virusni povzročitelji encefalitisa so še virus stekline, poliovirus in virus ošpic. V Sloveniji je pogost povzročitelj tudi virus klopnega meningoencefalitisa.
Drugi možni virusni povzročitelji encefalitisa so flavivirusi (virus encefalitisa Saint Louis, virus Zahodnega Nila), bunjavirusi (virus La Crosse), arenavirusi (virus limfocitnega horiomeningitisa), reovirusi (virus koloradske klopne vročice) in henipavirusi. Med redke povzročitelje encefalitisa spada tudi virus Powassan. Razmeroma pogost povzročitelj encefalitisa v vzhodni Aziji je bil v preteklosti virus japonskega encefalitisa, vendar je sedaj zaradi cepljenja v upadu.

### Bakterije
Tako kot pri meningitisu je lahko tudi pri encefalitisu vzrok bakterijska okužba. Encefalitis je lahko tudi zaplet bakterijske okužbe, ki primarno sicer ne prizadene osrednjega živčevja; takšen primer je sekundarni encefalitis pri sifilisu, ki ga povzroča Treponema pallidum. Drugi pogosti bakterijski povzročitelji encefalitisa so Lysteria spp., Streptococcus spp., Borrelia burgdorferi in Mycobacterium tuberculosis.

### Drugi infekcijski povzročitelji
Zlasti pri bolnikih z oslabljenim imunskim sistemom lahko encefalitis povzročijo tudi okužbe z nekaterimi glivami, zajedavci in praživalmi. Med povzročitelji glivnih encefalitisov sta najpogostejša Cryptococcus spp. in Aspergillus spp. Primera zajedavskih bolezni, ki lahko povzročita encefalitis, sta toksoplazmoza in malarija.
Redki, vendar pogosto smrtni obliki encefalitisa sta primarni amebni meningoencefalitis in granulomatozni amebni encefalitis, ki ju povzroča okužba s prostoživečimi amebami.

### Avtoimunski encefalitis
Avtoimunski encefalitisi predstavljajo pomemben delež neinfekcijskih encefalitisov. Znanje o njih se je povečalo šele v 21. stoletju. Kažejo se z znaki, kot so katatonija, psihoza, nenormalni gibi in avtonomna disregulacija. Primera avtoimunskih encefalitisov sta encefalitis anti-NMDAR (encefalitis s protitelesi proti receptorju za N-metil-D-aspartat) in Rasmussenov encefalitis.
Encefalitis anti-NMDAR je najpogostejša oblika avtoimunskega encefalitisa. Prvič so ga opisali leta 2005. Pri okoli 60 % bolnic v starosti 18–45 let ga spremlja teratom jajčnikov.
Ena od oblik avtoimunskega encefalitisa je tudi akutni diseminirani encefalitis, ki je oblika demielinizirajoče bolezni in se pojavlja predvsem pri otrocih.

## Diagnoza
Diagnoza temelji na simptomih. Za diagnozo encefalitisa je potrebna prisotnost zmanjšane ali spremenjene zavesti, letargije ali spremenjene osebnosti v trajanju vsaj 24 ur, pri čemer ni drugega vzroka, ki bi pojasnil bolnikovo stanje. Pri postavitvi diagnoze so lahko v pomoč različni testi:
- slikanje možganov z MRI, ki lahko pokaže vnetje možganovine,
- EEG, s katerim se spremlja aktivnost možganov ter pri encefalitisu pokaže nenormalnosti v signalu,
- lumbalna punkcija omogoča testiranje možgansko-hrbtenjačne tekočine,
- krvni testi,
- analiza urina,
- verižna reakcija s polimerazo (PCR) vzorca možgansko-hrbtenjačne tekočine, za detekcijo virusne DNK, kar pokaže na prisotnost virusnega encefalitisa.

## Zdravljenje
Zdravljenje je podporno in odvisno od vzroka; pri infekcijskem encefalitisu je odvisno od povzročitelja. V poštev lahko pridejo naslednje oblike zdravil in zdravljenj:

- protivirusna zdravila (če je vzrok virusna okužba)
- antibiotiki (če je vzrok bakterijska okužba)
- steroidi za lajšanje možganske otekline
- pomirjevala za blaženje nemira
- antikonvulzivi za zdravljenje napadov[1]
- paracetamol kot protivročinsko zdravilo
- delovna in fizikalna terapija (na primer, če so možganske funkcije prizadete tudi po pozdravitvi/izzvenitvi okužbe)

Pomembna sta tudi ustrezna prehrana bolnika ter uravnavanje tekočin in elektrolitov.